# きみには弱い
「きみには弱い」（きみにはよわい）は、日本のR&BグループのSkoop On Somebodyが2023年9月13日にリリースした9曲目の配信限定シングル。

## 概要
シングルでは「遠くても 遠くても」以来の日本語タイトル。
TRI4THより織田祐亮（トランペット）と藤田淳之介（サックス）がレコーディング及びMVに参加している。

## 収録曲
1. きみには弱い
  - 作詞・作曲・編曲：S.O.S.